# Класс (телесериал, 2006)
Класс (англ.The Class) — американский комедийный сериал, выходивший на канале CBS с 18 сентября 2006 по 5 марта 2007 года, и рассказывающий о жизни нескольких молодых людей, когда-то вместе учившихся в одном классе начальной школы. Сериал был удостоен премии «Выбор народа» в категории «Лучший новый ситком» и номинировался на «Эмми».

## Идея
Идея сериала появилась у сценариста и продюсера Дэвида Крейна и Джеффри Кларика, когда они разбирали вещи в подвале своего дома. Им на глаза попалась коробка со старыми фотографиями, на одной из которых был юный Крейн со своими одноклассниками. Пара задалась вопросом, кем стали их бывшие товарищи, и как они живут.

## Сюжет
Действие сериала разворачивается вокруг группы 28-летних людей, которые 20 лет назад вместе учились в третьем классе начальной школы. Они встречаются впервые за много лет на вечеринке, устроенной одноклассником Итаном Хаасом. Некоторых из них когда-то связывали близкие отношения, другие — едва помнят друг друга. Их жизни сложились по-разному, но эта встреча объединяет старых знакомых.

## Главные герои
Итан Хаас (Ethan Haas) — романтичный педиатр, который без ума от своей невесты Джоанн, с которой познакомился ещё в школе. Чтобы отпраздновать очередную годовщину их встречи, он приглашает на вечеринку бывших одноклассников, однако, Джоанн говорит, что он душит её своей любовью, и они расстаются. Некоторое время встречается с девушкой по имени Сью, выдавая себя за другого человека. Становится близким другом Кэт, и вскоре понимает, что испытывает к ней романтические чувства.
Кэт Уоблер (Kat Warbler) — сестра Лины, чьё доброе сердце скрыто за постоянным сарказмом. Фотограф. Встречается со скрипачом Бенджамином Чоу, но бросает его, когда узнаёт, что у него есть другая. Много времени проводит с Итаном. В последней серии неожиданно вступает в связь с Дунканом Кармелло.
Лина Уоблер (Lina Warbler) — романтичная и оптимистичная сестра Кэт. Влюбляется в Ричи и развивает отношения с ним даже после того как он, припарковывая машину, случайно наезжает ей на обе ноги, вынуждая несколько месяцев провести в инвалидной коляске.
Ричард (Ричи) Велч (Richard «Richie» Velch) — неуклюжий и закомплексованный, но добрый парень. Зарабатывает вывозом токсичных отходов с промышленных объектов, затем становится помощником Дункана. Влюблён в Лину, но долгое время не может расстаться со своей женой Ферн.
Дункан Кармелло (Duncan Carmello) — простой хороший парень. Работает подрядчиком, и все ещё живёт со своей матерью. В школе встречался с Николь, но их отношения закончились из-за мелкой ссоры. После встречи с одноклассниками, получает работу по ремонту в доме бывшей подруги, и пытается вновь завоевать её.
Николь Кэмпбелл-Аллен (Nicole Campbell Allen) — добрая и симпатичная девушка. В школьные годы была влюблена в Дункана, а позже вышла замуж за бывшего футболиста Йонка Аллена. Разрывается между мужем и бывшим возлюбленным, не в силах определить, с кем остаться.
Кайл Лендо (Kyle Lendo) — в школе был популярным парнем, в которого влюблялись многие девчонки. В старших классах встречался с Холли Элленбоген, но они расстались, когда она застукала Кайла в постели с другим парнем. В настоящее время состоит в долгих и прочных отношениях со своим партнёром Аароном. Работает учителем начальных классов в престижной частной школе. После встречи с одноклассниками много общается с Итаном и Холли.
Холли Элленбоген (Holly Ellenbogen) — успешная и целеустремлённая журналистка. Работает корреспондентом на местном телеканале. В школьные годы встречалась с Кайлом, пока не поняла, что он гей. В настоящее время вместе с мужем Перри воспитывает дочь Опру.

## Второстепенные персонажи
Йонк Аллен (Yonk Allen) — муж Николь. Легендарный футболист, который после окончания спортивной карьеры зарабатывает, рекламируя грили для барбекю. Ранее был дважды женат и имеет двух дочерей. Любит жену почти так же сильно как свои футбольные трофеи. Пытается наладить с ней контакт через Дункана. В последней серии попадает в больницу из-за сердечного приступа.
Перри Перл (Perry Pearl) — муж Холли Элленбоген. Дизайнер интерьеров. Обожает готовить, даёт жене советы по выбору одежды и увлекается музыкальным театром, из-за чего многие считают его геем.
Тина Кармелло (Tina Carmello) — любящая, но немного властная мать Дункана. Живёт вместе с сыном, и любит появляться в самый неподходящий момент (например, встревая в телефонный разговор).
Аарон (Aaron) — бойфренд Кайла Лендо. Инженер в области программного обеспечения. Недолюбливает Холли. Во второй половине сезона на время уезжает в Чили, и возвращается в последней серии.
Палмер Уайланд (Palmer Wyland) — соседка Кэт, с которой некоторое время встречается Итан. Раньше училась в художественной школе вместе с Кэт. Фотограф (делает оригинальные снимки фруктов и овощей в костюмчиках). Испытывает влечение к Кэт.
Опра Лайза Перл (Oprah Liza Pearl) — дочь Холли и Перри, которую отец назвал в честь Опры Уинфри и Лайзы Миннелли. Учится в Академии Пембридж, где преподаёт Кайл.
Ферн Велч (Fern Velch) — агрессивная и сварливая жена Ричи, которая была его первой (и единственной) девушкой в колледже. Работает уборщицей в офисе Лины. В конце сезона они с Ричи всё-таки расстаются после нескольких лет несчастливой совместной жизни.
Бенджамин Чоу (Benjamin Chow) — всемирно известный английский скрипач, который некоторое время встречался с Кэт. Они расстались, когда выяснилось, что у него есть ещё одна девушка. У Бена есть сын Джона — пациент Итана.

## Актёры
| Актёр                  | Персонаж         | Серии |
| ---------------------- | ---------------- | ----- |
| Джейсон Риттер         | Итан Хаас        | 19    |
| Лиззи Каплан           | Кэт Уоблер       | 19    |
| Хэзер Голденхерш       | Лина Уоблер      | 19    |
| Джесси Тайлер Фергюсон | Ричи Велч        | 19    |
| Джон Бернтал           | Дункан Кармелло  | 19    |
| Андреа Андерс          | Николь Аллен     | 19    |
| Шон Магуайр            | Кайл Лендо       | 18    |
| Люси Панч              | Холли Элленбоген | 11    |

| Актёр                 | Персонаж       | Серии |
| --------------------- | -------------- | ----- |
| Дэвид Кит             | Йонк Аллен     | 11    |
| Сэм Харрис            | Перри Перл     | 10    |
| Джули Холстон         | Тина Кармелло  | 8     |
| Кристиан Де Ла Фуэнте | Аарон          | 7     |
| Джейми Кинг           | Палмер Уайланд | 6     |
| Карли Скотт Коллинз   | Опра Перл      | 6     |
| Сара Гилберт          | Ферн Велч      | 6     |
| Трент Форд            | Бен Чоу        | 5     |

## Трансляция
«Класс» выходил на канале CBS с 18 сентября 2006 по 5 марта 2007 года. Несмотря на положительные отзывы ряда критиков, сериал не был продлён на второй сезон, так как его рейтинги не удовлетворили телеканал. По этой причине, многие сюжетные линии не имеют развязки и сериал заканчивается на самом интересном месте.